# Immanuel David Mauchart
Immanuel David Mauchart (* 2. Juni 1764 in Tübingen; † 6. Februar 1826 in Neuffen) war ein deutscher evangelischer Theologe, Pädagoge und Autor.

## Leben
Immanuel David Mauchart war Enkel von Burkhard David Mauchart und gilt gemeinhin als Schüler von Karl Philipp Moritz. Im Anschluss an Moritz’ Projekt des Magazins zur Erfahrungs-Seelenkunde (1783–1793) veröffentlichte Mauchart ab 1792, genau 1792/93, 1798/99, 1801, das Allgemeine Repertorium für empirische Psychologie, nachdem er schon den Anhang zu den ersten sechs Bänden des Magazins verfasst hatte (Anhang zu den sechs ersten Bänden des Magazins zur Erfahrungsseelenkunde. In einem Sendschreiben an die Herren Herausgeber dieses Magazins Herrn Professor C. P. Moritz und Herrn C. F. Pockels. Stuttgart 1789). Selbst hatte er zu diesem Zeitpunkt bereits drei Artikel zum Magazin beigesteuert.
Mauchart studierte von 1780 bis 1785 als Stipendiat des Tübinger Stifts an der Universität Tübingen Philosophie und Theologie. Nach Vikarstätigkeit bei seinem Stiefvater Johann Friedrich Essich in Dürrmenz kehrte er 1789 als Repetent zurück ans Tübinger Stift, wo seit 1788 Friedrich Hölderlin, Georg Wilhelm Friedrich Hegel und seit 1790 Friedrich Wilhelm Joseph Schelling studierten. 1793 wurde er als Diakonus (Zweiter Pfarrer) nach Nürtingen berufen, von 1803 an wirkte er als Dekan in Neuffen. In Halberstadt wurde er Mitglied der Literarischen Gesellschaft.
Er trat mit einer weiteren Publikation zu den sich gegen Ende des 18. Jahrhunderts entwickelnden bzw. sich ausdifferenzierenden Diskursen der Psychologie und Anthropologie bzw. Pädagogik in das „Licht“ der Öffentlichkeit, nämlich seinen Phänomenen der menschlichen Seele. Stuttgart 1789, in denen er die Notwendigkeit der Seelenlehre für die (nicht nur frühkindliche) Pädagogik betont:

„Es liegt am Tage, daß Erziehung ohne psychologische Erkenntnisse lediglich nichts taugt, und der Erzieher, der nicht die allgemeinen Grundsätze der Erziehungskunst nach den besonderen einzelnen Charakteren seiner Zöglinge anzuwenden weiß, ein Stümper ist.“

Er war erst ab 1793 mit Charlotte Friederike Heinrike Georgii und sieben Jahre später mit deren Schwester Johanna Christiana Georgii, beides Schwestern von Eberhard Heinrich Georgii, verheiratet.

## Werke
- Allgemeines Repertorium für empirische Psychologie und verwandte Wissenschaften: mit Unterstützung mehrerer Gelehrten. Felseckersche Buchhandlung, 1799 (Volltext in der Google-Buchsuche).
- Phänomene der Menschlichen Seele. Erhard und Löflund, 1789 (Volltext in der Google-Buchsuche).
- Anhang zu den sechs ersten Bänden des Magazins zur Erfahrungsseelenkunde. (Digitalisat).
- Kirchliche Statistik des Königreichs Württemberg evangelisch lutherischen Antheils. Erster Theil, welcher die General-Statistik oder die Darlegung der kirchlichen Verfassung im Allgemeinen enthält. Stuttgart und Tübingen: Cotta, 1821 (Volltext in der Google-Buchsuche = ÖNB).